# Гарисон (Ајова)
Гарисон (енгл. Garrison) град је у америчкој савезној држави Ајова. По попису становништва из 2010. у њему је живело 371 становника.

## Демографија
Према попису становништва из 2010. у граду је живело 371 становника, што је -42 (-10.2%) становника више него 2000. године.
| Група             | 2000.       | 2010.       |
| Белци             | 398 (96,4%) | 352 (94,9%) |
| Афроамериканци    | 1 (0,2%)    | 4 (1,1%)    |
| Азијати           | 3 (0,7%)    | 0 (0,0%)    |
| Хиспаноамериканци | 7 (1,7%)    | 6 (1,6%)    |
| Укупно            | 413         | 371         |